# Сингидунум
Сингидунум (лат. Singidunum) је био антички град из кога се развио данашњи град Београд.  Током 3. века п. н. е. градом су завладали Скордисци, а касније су га освојили и утврдили Римљани. За време римске власти припадао је провинцији Мезији. У Сингидунуму је рођен римски цар Јовијан (363-364). Приликом поделе Римског царства (395) припао је источној половини, односно потоњем Византијском царству. Током 5. и 6. века наизменично су га освајали Хуни, Сармати, Источни Готи, Гепиди и Авари (584). Иако је Византија у неколико наврата успевала да обнови власт у Сингдунуму, град су почетком 7. века освојили Словени, чиме је означен крај најстаријег периода у његовоје историји. Град се 876. године први пут помиње под именом Београд.
На месту старог Сингидунума данас се налази Београд, главни град Pепублике Србије, који је један од најстаријих градова у Европи. Град се обнављао из пепела (према легенди и потврђеној историји) 40 пута.

## Праисторијски период
Подручје на ушћу Саве у Дунав је било стално насељено од времена средњег или касног палеолита. Лобање неандерталаца и људи које су пронађене на овом подручју датирају из каменог доба. Остаци Винчанске културе, неолитске културе која је цветала дуж реке Дунав између 6000 и 3000 година пре нове ере, су пронађени и добили име по Винчи, предграђу Београда.

## Предримски период
Од око 600. п. н. е. до 4. века п. н. е. велика сеоба трачких племена, коју су пратила скитска племена, је почела да се шири Балканом, иако они никад нису овде основала стално насеље. Први трагови примитивног утврђења долазе из 3. века п. н. е., са насељем Скордиска, келтског или трачко-келтског племена, који су одабрали стратешко узвишење на сусрету две реке за место становања.
Име Singidun је први пут споменуто 279. п. н. е. Други део речи ове речи је келтска реч dūn(on) која значи насеље, ограда или утврђење. Реч је сачувана и нпр. у имену Лондона (од Lundūn). За singi- постоји неколико теорија, од које су две најпознатије да та реч значи круг, отуда кружно утврђење или је оно добило име по Сингима, трачком племену које је насељавало ово подручје пре доласка Скордиска.
Мало је трагова остало од споменика из овог периода историје, осим гробница ратника у којима су пронађене вредни предмети. Знатни келтски културни утицаји уткани су у духовну културу становништва Сингидунума, који су делом пренети и помешани са римским античким културним елементима.

## Римско доба
Римљани су започели са освајањем околине Сингидуна током 1. века п. н. е. 75. п. н. е. Гај Квинт Скрибоније Курио, проконзул Македоније, је напао унутрашњост Балкана све до Дунава у покушају да отера Скордиске, Дарданце, Дачане и друга племена. Римљани су имали успеха током ове кампање, али су остали на кратко, остављајући подручје ван римске контроле. Мало је познато о овим операцијама или када је ово подручје организовано у провинцију Мезију. Регион није стабилизован све до времена Октавијана Августа, када је Марко Лициније Крас, унук Цезаровог савезника из времена Првог тријумвирата и тадашњи проконзул Македоније, коначно стабилизовао регион преко кампање која је почела 29. п. н. е. Мезија је званично организована у провинцију мало пре 6. године нове ере, када је први пут споменут њен гувернер Кецина Север. Сингидуну је романизовано име у Сингидунум. Он је постао једно од најважнијих насеља Мезије, који се налазио између Сирмијума (данашња Сремска Митровица) и Виминацијума (данашњи Костолац), који су по значају превазилазили Сингидунум, а преко реке Саве се налазио Таурунум (данашњи Земун) у Панонији. Сингидунум је постао важно стратегијско место дуж Вие Милитарис, важног римског пута који је повезивао тврђаве и насеља дуж Дунавског лимеса или границе.
Сингидунум је достигао свој врхунац доласком Легије IV Флавије 86. године. Ова легија је изградила квадратни каструм (утврђење), које се налазило на Горњем граду данашњег Калемегдана. Каструм је на почетку био опасан земљаним насипима, али је ускоро утврђен каменим зидовима, чији се остаци могу видети на данашњем североисточном делу Горњег града. Легија је такође изградила мост преко Саве, који је спајао Сингидунум са Таурунумом. Легија јачине 6000 људи је постала најважнија одбрана против сталне претње Дачана са друге стране Дунава. Још један корак који су Римљани предузели у јачању Сингидунума је било насеље за ветеране легије поред тврђаве. Временом је велико насеље настало око каструма. Град је имао правоугаону основу, а његове улице су се секле под правим углом. Неке основе оваквих урбаних елемената сачуване су и данас, што се види по положају улица Узун Миркове, Обилићев венац, Цара Душана и Краља Петра I. Студентски трг је био римски форум, окружен термама (које су откривене током 1970-их) и такође је сачувао оријентацију коју су Римљани дали Сингидунуму. Други остаци римске културе као што су гробнице, споменици, скулптуре, керамика и новчићи су проналажени у селима и мањим градовима у околини Београда. Цар Хадријан је Сингидунуму дао статус муниципијума половином 2. века.

## Византија и варвари
Моћ Римског царства је почела брзо да опада крајем 3. века. Провинција Дакија, која је основана након дугих и успешних Трајанових похода, је почела да пропада због притиска Гота. До 270, цар Аурелијан, суочен са изненадним губицима многих провинција и великом штетом коју су начинила варварска племена, је напустио целу Дакију. Тако се Сингидунум још једном нашао на граници пропадајућег царства, као једно од последњих великих утврђења које може да издржи нарастајућу опасност од варвара.
Године 395, након смрти Теодосија I, Римско царство је подељено на два дела, а Сингидунум је лежао на северозападној граници Источног римског царства (које ће касније бити познатије као Византијско царство). Мезија и Илирик су претрпели велике штете од узастопних упада Хуна, Острогота, Гепида, Сармата, Авара и Словена. Хуни су заузели и разорили Сингидунум 441, продајући његово римско становништво у робље. Током наредних 200 година, град је мењао господаре неколико пута:
- Византијско царство је повратило град након уништења Хуна 454.
- Сармати су освојили град убрзо након тога.
- Остроготи су освојили околину града и истерали Сармате 470.
- Гепиди су напали град 488.
- Остроготи су поново освојили град 504.
- Византијско царство је повратило град 510. према мировном уговору између Константинопоља и варварских племена.

Византијски цар Јустинијан I је обновио Сингидунум 535, вративши тврђави и граду њихову некадашњу војну важност. Град је живео у кратком мирном периоду од око 50 година, али је опустошен са доласком Авара. Византијско царство је повратило град 8 година касније, али га је коначно изгубило у првој половини 7. века када су Авари опустошили и запалили Сингидунум. Око 630. Словени су се населили у подручје око Сингидунума. До овог времена, град је изгубио своју важност као погранично утврђење, а Авари и Словени, који су доминирали подручјем су га увелико игнорисали. Град ће се поново појавити под словенским именом Београд, због боје камења од ког је саграђен, у писму које је папа Јован VIII написао 16. априла 876. бугарском кнезу Борису Михајлу. Са новим именом, Београд ће на крају повратити исту стратешку важност коју је имао током своје историје, али више неће бити спомињан под именом Сингидунум.